# إيسا راي
إيسا راي (بالإنجليزية: Issa Rae) (و. 1985 – م) هي ممثلة، وكاتبة سيناريو من الولايات المتحدة الأمريكية. ولدت في لوس أنجلوس.

## التعليم
تعلمت في جامعة ستانفورد، وأكاديمية نيويورك للأفلام.

## وصلات خارجية
- إيسا راي على موقع IMDb (الإنجليزية)
- إيسا راي على موقع ألو سيني (الفرنسية)
- إيسا راي على موقع ميوزك برينز (الإنجليزية)
- إيسا راي على موقع قاعدة بيانات الفيلم (الإنجليزية)